# N. T. Rama Rao Jr.
Nandamuri Taraka Rama Rao Jr. (Haiderabad, 20 de mayo de 1983) es un actor, bailarín y presentador de televisión indio que trabaja principalmente en el cine télugu. Uno de los actores mejor pagados en su país, Rama Rao Jr. ha ganado varios premios, entre ellos dos Filmfare Awards, dos Nandi Awards estatales y cuatro CineMAA Awards. Desde 2012, figura en la lista Forbes India Celebrity 100.

## Biografía
Nieto del actor y cineasta N. T. Rama Rao, quien también fue ministro jefe del estado indio de Andhra Pradesh, Rama Rao Jr. comenzó su carrera como actor infantil en filmes como Brahmarshi Viswamitra y Ramayanam. Debutó como actor principal con el fracaso comercial Ninnu Choodalani (2001), y saltó a la fama con la película Student No. 1 (2001) y el drama de acción Aadi (2002).
Rama Rao Jr. se consolidó como actor principal en el cine télugu con obras como Simhadri (2003), Rakhi (2006), Yamadonga (2007), Adhurs (2010), Brindavanam (2010), Baadshah (2013), Temper (2015), Nannaku Prematho (2016), Janatha Garage (2016), Jai Lava Kusa (2017), Aravinda Sametha Veera Raghava (2018) y RRR (2022), siendo esta última su estreno más taquillero. Ganó dos premios Filmfare en la categoría de mejor actor télugu por sus actuaciones en Yamadonga y Nannaku Prematho.

## Filmografía

### Cine
| Año  | Título                         | Papel                                       | Notas               |
| ---- | ------------------------------ | ------------------------------------------- | ------------------- |
| 1991 | Brahmarshi Viswamitra          | Bharata                                     | Como actor infantil |
| 1997 | Ramayanam                      | Rama                                        | Como actor infantil |
| 2001 | Ninnu Choodalani               | Venu                                        |                     |
| 2001 | Student No.1                   | Aditya                                      |                     |
| 2001 | Subbu                          | Bala Subramanyam                            |                     |
| 2002 | Aadi                           | Aadi Kesava Reddy                           |                     |
| 2002 | Allari Ramudu                  | Ramakrishna                                 |                     |
| 2003 | Naaga                          | Nagaraju                                    |                     |
| 2003 | Simhadri                       | Simhadri                                    |                     |
| 2004 | Andhrawala                     | Munna & Shankar Pehlawan                    |                     |
| 2004 | Samba                          | Samba Shiva Naidu                           |                     |
| 2005 | Naa Alludu                     | Karthik                                     |                     |
| 2005 | Narasimhudu                    | Narasimhudu                                 |                     |
| 2006 | Ashok                          | Ashok                                       |                     |
| 2006 | Rakhi                          | Ramakrishna                                 |                     |
| 2007 | Yamadonga                      | Raja                                        |                     |
| 2008 | Kantri                         | Kantri                                      |                     |
| 2008 | Chintakayala Ravi              | Él mismo                                    | Aparición especial  |
| 2010 | Adhurs                         | Narasimha Chari & Narasimha                 |                     |
| 2010 | Brindavanam                    | Krishna "Krish"                             |                     |
| 2011 | Sakthi                         | Sakthi Swaroop & Maha Rudra                 |                     |
| 2011 | Oosaravelli                    | Tony                                        |                     |
| 2012 | Dammu                          | Ramachandra                                 |                     |
| 2013 | Baadshah                       | Baadshah                                    |                     |
| 2013 | Ramayya Vasthavayya            | Nandu                                       |                     |
| 2014 | Rabhasa                        | Karthik                                     |                     |
| 2015 | Temper                         | Daya                                        |                     |
| 2016 | Nannaku Prematho               | Abhiram                                     |                     |
| 2016 | Janatha Garage                 | Anand                                       |                     |
| 2017 | Jai Lava Kusa                  | Jai "Raavan" Kumar, Lava Kumar & Kusa Kumar |                     |
| 2018 | Aravinda Sametha Veera Raghava | Veera Raghava Reddy                         |                     |
| 2022 | RRR                            | Komaram Bheem                               |                     |
| 2024 | Devara parte 1                 | Devara Vera                                 |                     |

### Televisión
| Año  | Título                             | Papel              | Cadena     |
| ---- | ---------------------------------- | ------------------ | ---------- |
| 1996 | Bhaktha Markandeya                 | Bhaktha Markandeya | ETV Telugu |
| 2008 | Dhee 2                             | Invitado           | ETV Telugu |
| 2016 | Meelo Evaru Koteeswarudu: Season 3 | Invitado           | Star Maa   |
| 2017 | Bigg Boss Telugu: Season 1         | Presentador        | Star Maa   |
| 2018 | Dhee 10                            | Invitado           | ETV Telugu |
| 2021 | Evaru Meelo Koteeswarulu           | Presentador        | Gemini TV  |
| 2021 | Comedy Stars Season 3              | Miembro del jurado | Asianet    |